# 렌디션 (영화)
《렌디션》(영어: Rendition)은 2007년 개봉한 미국의 정치 스릴러 드라마 영화이다. 개빈 후드 감독이 연출하고, 리스 위더스푼, 메릴 스트리프, 제이크 질런홀, 앨런 아킨, 피터 사즈가드 등이 출연했다. 중앙 정보국(CIA)에서 특별 송환(extraordinary rendition)이라는 명목 하에 자행했던 납치 행각, 특히 무고한 민간인 칼리드 엘마스리가 9·11 테러 항공기 납치범 관련 인물 칼리드 알마스리로 오인을 받아 고초를 겪었던 실화에 기반하였다.

## 줄거리
앤워 엘이브라히미는 이집트 태생의 미국 영주권자로, 미국인 여성 이저벨라(리스 위더스푼 분)와 결혼한 사이이다. 남아프리카공화국 학회에 참석한 뒤 워싱턴으로 돌아오고 있던 앤워가 갑자기 사라지자 이저벨라는 앤워를 찾기 위해 호킨스 상원 의원의 보좌관인 친구 앨런 스미스에게 도움을 청한다.
그 사이 중앙 정보국(CIA)은 앤워를 북아프리카 자살 공격 테러의 배후로 오인하여 테러 발생지 인근의 블랙 사이트에 감금한다. CIA 분석가 프리먼(제이크 질런홀 분)은 미국 연락책인 경찰 고위 간부 파왈이 앤워를 고문하는 과정을 지켜보면서 서서히 앤워가 범인이 아님을 깨닫게 되지만 그의 상관인 코린 휘트먼(메릴 스트리프 분)은 수천 명의 목숨을 앗아간 사람을 잡아야만 한다면서 앤워가 죄인이라고 주장한다.
계속된 고초로 결국 앤워는 폭탄의 효력을 강화하는 화학 물질 조합에 관해 자문을 했다고 자백한다. 그러나 프리먼은 직감적으로 이것이 거짓 자백임을 알아차리고, 휘트먼에게 불복종하고 내무부 장관을 압박하여 앤워를 풀어주고 스페인행 배편을 마련해 태워 보낸다. 스미스 역시 호킨스의 조언을 무시하고 고문과 관련한 상세 정보를 내부 고발한다. 미국에 도착한 앤워는 가족과 상봉한다.
위와 같은 본 줄거리에 더해 파왈의 딸 파티마와 그녀의 남자친구인 테러리스트 칼리드가 등장하는 부차적 줄거리가 동시에 교차 진행된다.

## 출연진
- 리스 위더스푼 - 이저벨라 필즈 엘이브라히미 역
- 제이크 질런홀 - 더글러스 프리먼 역
- 메릴 스트리프 - 코린 휘트먼 역
- 오마 메트월리 - 앤워(안와르) 엘이브라히미 역
- 앨런 아킨 - 호킨스 상원 의원 역
- 피터 사즈가드 - 앨런 스미스 역
- 애러미스 나이트 - 제러미 엘이브라히미 역
- 로지 말레크요난 - 누루 엘이브라히미 역
- 모아 쿠아스 - 칼리드 엘에민 역
- 지네브 아우카시 - 파티마 파왈 역
- 이갈 나오르 - 아바시 파왈 역
- J. K. 시먼스 - 리 메이어스 역
- 밥 건턴 - 라스 휘트먼 역
- 시몽 아브카리앙 - 사이드 압델 아지즈 역
- 웬디 필립스 - 서맨사 역

## 반응
영화에 대한 평가는 엇갈렸다. 2001년 9.11 테러 사건 이후에 만들어진 정치 스릴러 영화임에도 불구하고, 리뷰 애그리게이터 웹사이트 로튼 토마토에서는 47%의 지지도를 얻었으며, 메타크리틱에서는 평점 55점을 받았다. 평론가 로저 이버트는 별 4개 만점에 4점을 주면서, 이와 같은 영화는 귀하고 가치가 있으며, 고문과 개인 책임의 이론과 실제 문제에 있어 무엇이 옳고 그른지를 현명하게 다루었다고 평했다. 반면 롤링 스톤의 피터 트래버스는 2007년도 최악의 반전 영화로 꼽으면서 혹평했다.